# Ferrocarril de Malta
El Ferrocarril de Malta fue la única línea ferroviaria que existió en la isla de Malta, y consistía en una única línea ferroviaria desde La Valeta hasta Mdina. Se trataba de una línea de vía única en ancho métrico, que funcionó desde 1883 hasta 1931. El ferrocarril era conocido localmente en maltés como il-vapur tal-art (el barco de tierra).

## Historia

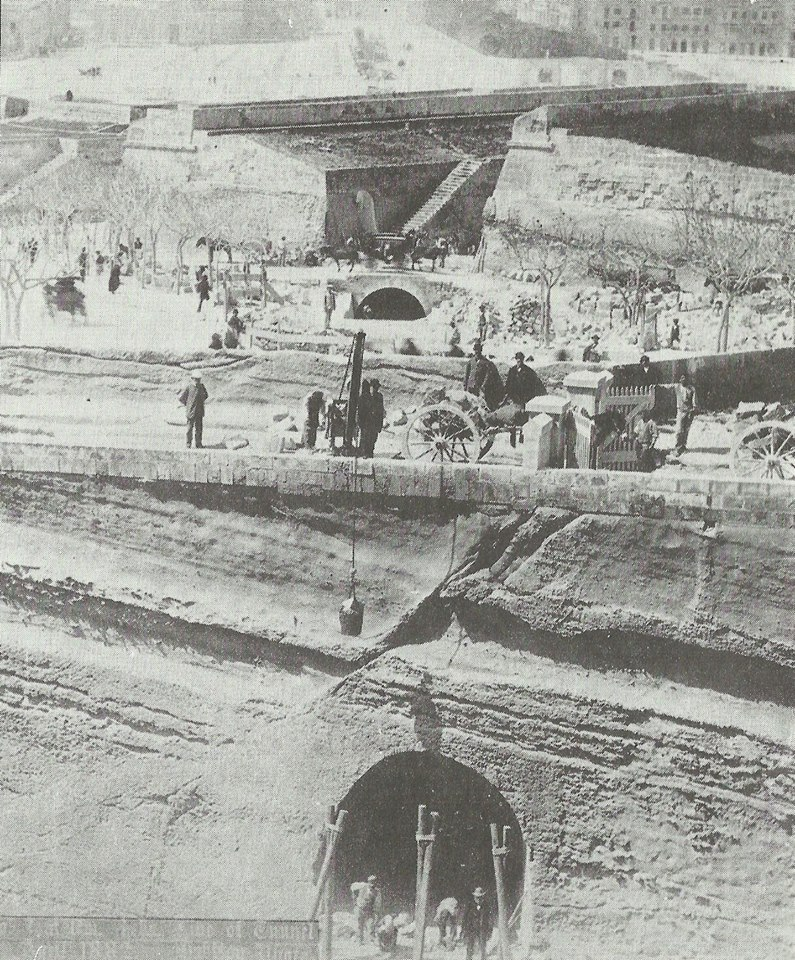
Excavación del túnel ferroviario entre La Valeta y Floriana, abril de 1882.

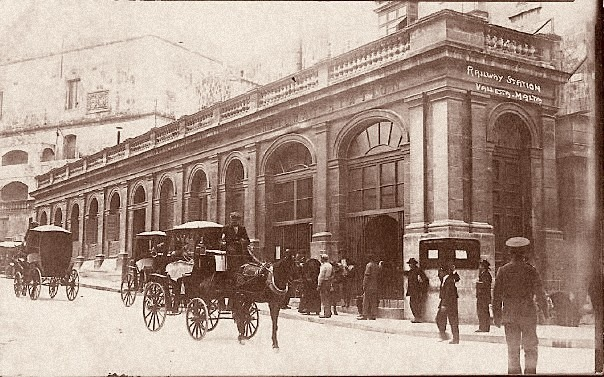
Antigua estación de tren de La Valeta (recepción), década de 1890.

El primer proyecto de construir un ferrocarril en Malta fue presentado en 1870 por J. S. Tucker. El motivo principal era conectar la capital, La Valeta, con la antigua capital, Mdina, de modo que el tiempo de viaje entre ambas ciudades se redujera de 3 horas a menos de media hora. Inicialmente se propuso un sistema ferroviario de vía estrecha diseñado por John Barraclough Fell. En 1879 se abandonó en favor de un diseño de la empresa de ingeniería Wells-Owen & Elwes, de Londres. En 1880, el periódico The Malta Standard informó de que "en poco tiempo, los habitantes de estas islas podrán presumir de poseer un ferrocarril" y de que la línea debía estar abierta a finales de 1881.
Hubo algunos problemas con la adquisición de los terrenos para el trazado, por lo que la construcción tardó más de lo previsto. La línea se inauguró el 28 de febrero de 1883 a las 15 horas, cuando el primer tren salió de La Valeta y llegó a Mdina al cabo de unos 25 minutos.
Las finanzas del ferrocarril siempre causaron problemas. El 1 de abril de 1890, el primer propietario, la Malta Railway Company Ltd., quebró y el ferrocarril dejó de funcionar. A raíz de ello, el gobierno se hizo cargo del ferrocarril, invirtió en su infraestructura y reabrió el tráfico el 25 de enero de 1892. A partir de 1895, se inició una ampliación de la línea con el objetivo de llegar al cuartel de Mtarfa, detrás de la histórica ciudad de Mdina. Esta prolongación se abrió al tráfico en 1900.

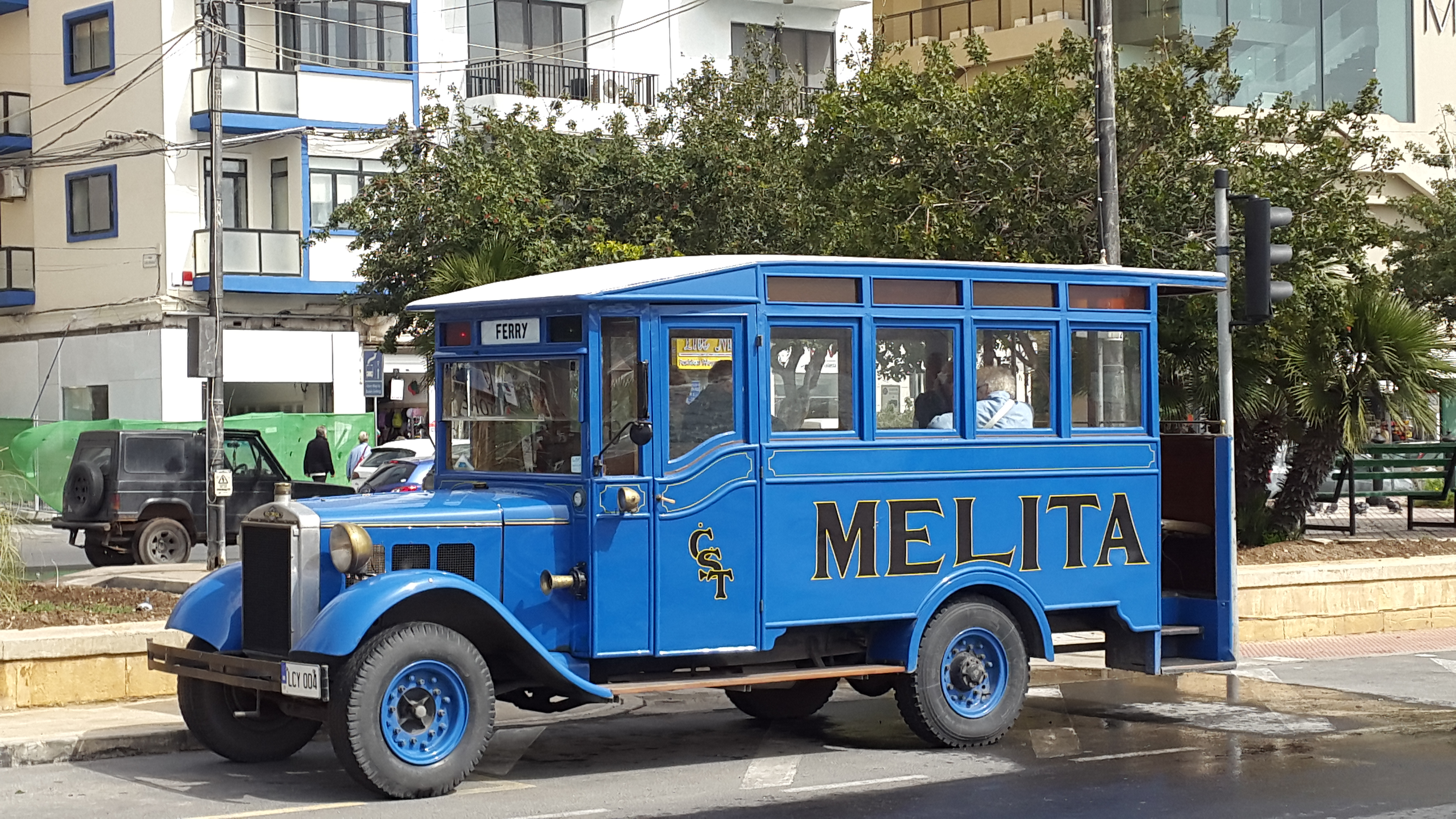
La introducción de los autobuses contribuyó al declive del ferrocarril de Malta.

En 1903 se fundó una empresa que, a partir de 1905, explotaba tranvías en Malta, que en parte circulaban paralelos a la línea ferroviaria, y esta competencia tuvo un efecto negativo en las finanzas del ferrocarril. Los primeros autobuses se introdujeron en 1905 y se popularizaron en la década de 1920. Esto contribuyó al declive tanto del ferrocarril como del tranvía. La compañía de tranvías cerró en 1929, mientras que la línea ferroviaria dejó de funcionar el 31 de marzo de 1931.
Durante el asedio a Malta en la Segunda Guerra Mundial, el túnel ferroviario que pasa por debajo de las fortificaciones de La Valeta se utilizó como refugio antiaéreo. En 1940, Mussolini proclamó que un ataque aéreo italiano había destruido el sistema ferroviario maltés, a pesar de que el ferrocarril llevaba nueve años cerrado.
Con el paso de los años, largos tramos de la antigua línea de ferrocarril fueron asfaltados y convertidos en carreteras. Algunos de los edificios del ferrocarril siguen existiendo.

## Línea
La línea conectaba La Valeta y Mdina y una serie de poblaciones entre ambas. Las dos primeras estaciones, La Valeta y Floriana, eran subterráneas. La línea se extendía a lo largo de 11,1 km, subiendo 150 metros a un máximo de 25 por mil. La línea cruzaba las carreteras por 18 pasos a nivel, de los cuales 14 contaban con personal. Los pasos a nivel se bloqueaban con cadenas cuando se acercaba un tren. Originalmente, la línea se construyó con raíles de 42 libras por pie y se sustituyeron - cuando el gobierno se hizo cargo del ferrocarril en 1890 - por los de 60 libras por pie para permitir la circulación de locomotoras más pesadas por la línea.

## Vehículos

### Locomotoras
Durante su vida, el ferrocarril sólo tuvo 10 locomotoras. Estas fueron construidas por Manning Wardle & Co. Ltd., Leeds, Black, Hawthorn & Co Ltd., Gateshead, y Beyer, Peacock & Co. Ltd., Mánchester. La mayoría eran de rodaje 2-6-2 y 2-6-4. Estaban pintadas en color oliva sobre bastidores negros. No se conserva ninguna.

### Material móvil
Los vagones eran de madera sobre bastidores de hierro. Había de primera y tercera clase. Los asientos eran paralelos a la línea a ambos lados de un pasillo. Al principio se iluminaban con velas, pero en 1900 se cambió a la electricidad, alimentada por baterías. Cuando el ferrocarril dejó de funcionar, había 34 vagones en uso. Se conserva un vagón de tercera clase, que fue restaurado y colocado junto al edificio de la antigua estación de Birkirkara, pero que, desde 2014, está bastante deteriorado. Ahora se está renovando y se reubicará cerca del lugar original.

## Tráfico

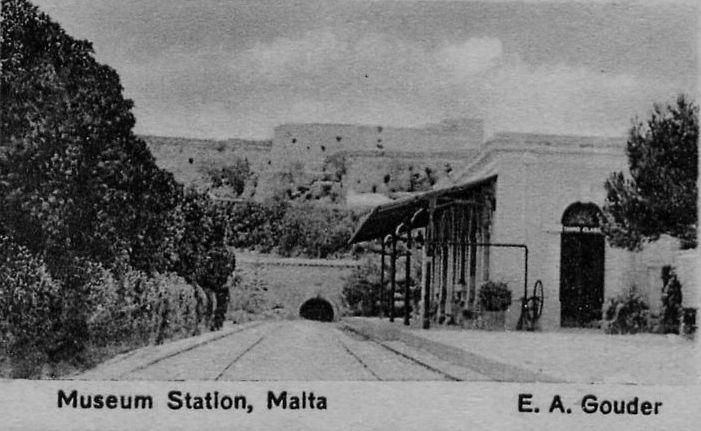
Estación del Museo con Mdina al fondo, década de 1910.

Un tren solía constar de cinco vagones, mientras que los trenes que circulaban por la subida máxima antes de Notabile sólo tenían cuatro. Cuando se utilizaron motores más potentes, se hicieron posibles trenes de hasta 12 vagones. Durante la Primera Guerra Mundial, se hicieron circular trenes aún más largos utilizando dos locomotoras. La duración del trayecto hacia el interior (es decir, hacia arriba) era de 35 minutos; hacia abajo, en dirección a La Valeta, de 30 minutos. Al principio, se utilizaba un horario bastante intenso, con 13 pares de trenes que recorrían toda la línea y otros dos o tres pares entre La Valeta y Attard, La Valeta y Birkirkara y La Valeta y Ħamrun.

## Actualidad

### Restos del ferrocarril de Malta

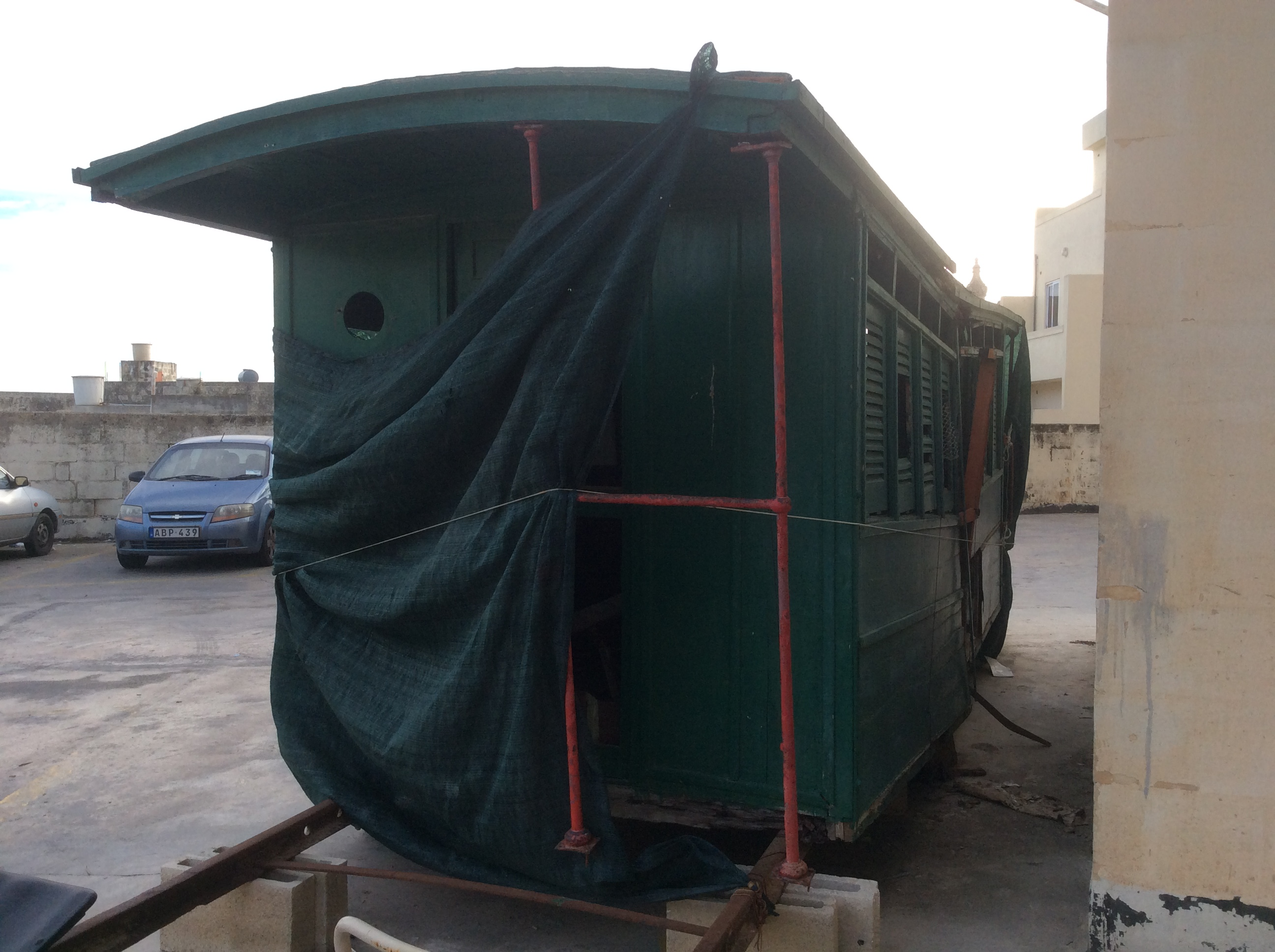
El único vagón superviviente del Ferrocarril de Malta almacenado en el Centro Civil de Birkirkara en 2015, poco antes de ser restaurado.

Varias partes del ferrocarril siguen existiendo hoy en día, sobre todo las estaciones de Birkirkara y Mdina, junto con diversos puentes y túneles. Algunas carreteras que se construyeron en el lugar de la vía férrea conservan nombres como Railway Road en Santa Venera y Railway Street en Mtarfa.
La estación de La Valeta resultó dañada durante la Segunda Guerra Mundial y fue demolida en la década de 1960 para dar paso a la Plaza de la Libertad. Su emplazamiento lo ocupa ahora la Casa del Parlamento. El túnel ferroviario adyacente a la estación se utilizaba como garaje (Yellow Garage), pero se cerró en 2011 como parte del proyecto City Gate. Las estructuras modernas dentro del túnel han sido demolidas desde entonces, devolviéndolo a su estado original. También se están realizando obras en el puente cercano al túnel.
La taquilla de Floriana sigue existiendo. En 2011 se reabrió un antiguo túnel ferroviario bajo los Jardines de San Felipe y desde entonces se ha podido visitar en varias ocasiones. Dentro del túnel se encontraron dos carros para equipaje originales, pero muy deteriorados. El puente que unía el túnel con el resto de la línea todavía existe, aunque está cubierto de maleza.
La estación de Ħamrun es ahora la sede del 1.º Grupo Scout de Hamrun.
La antigua estación de Birkirkara sirve actualmente como guardería, pero se está planeando convertirla en un museo conocido como Birkirkara Historical Malta Railway Museum. El jardín cercano a la estación, Ġnien l-Istazzjon (Jardín de la Estación), contiene el único vagón del ferrocarril que ha sobrevivido y que ha sido restaurado recientemente. Cuando la estación se convierta en un museo, el jardín también será reformado, y el vagón será restaurado y recolocado. A principios de abril de 2017, el vagón ha sido llevado a renovar.
En el lugar donde estaba la estación de Attard se conoce ahora como Gnien L-Stazzjoni, que está cerca de los jardines de San Antón. En Attard se encuentra el Museo del Ferrocarril de Malta, un pequeño museo privado, abierto al público a petición, que se inauguró en 1998. En él se exponen fotografías, documentos y otros recuerdos del ferrocarril, además de maquetas de ocho tramos de la línea reconstruidos a escala  1:148 por Nicholas Azzopardi entre 1981 y 1985.

La antigua estación del Museo, cerca de Mdina, se convirtió en el restaurante Stazzjon en 1986. En el restaurante había muchas fotos relacionadas con el ferrocarril y una maqueta de locomotora. Cerró en 2011, pero en 2016 se reabrió y se conoce como L-Istazzjon.

Restos del ferrocarril de Malta
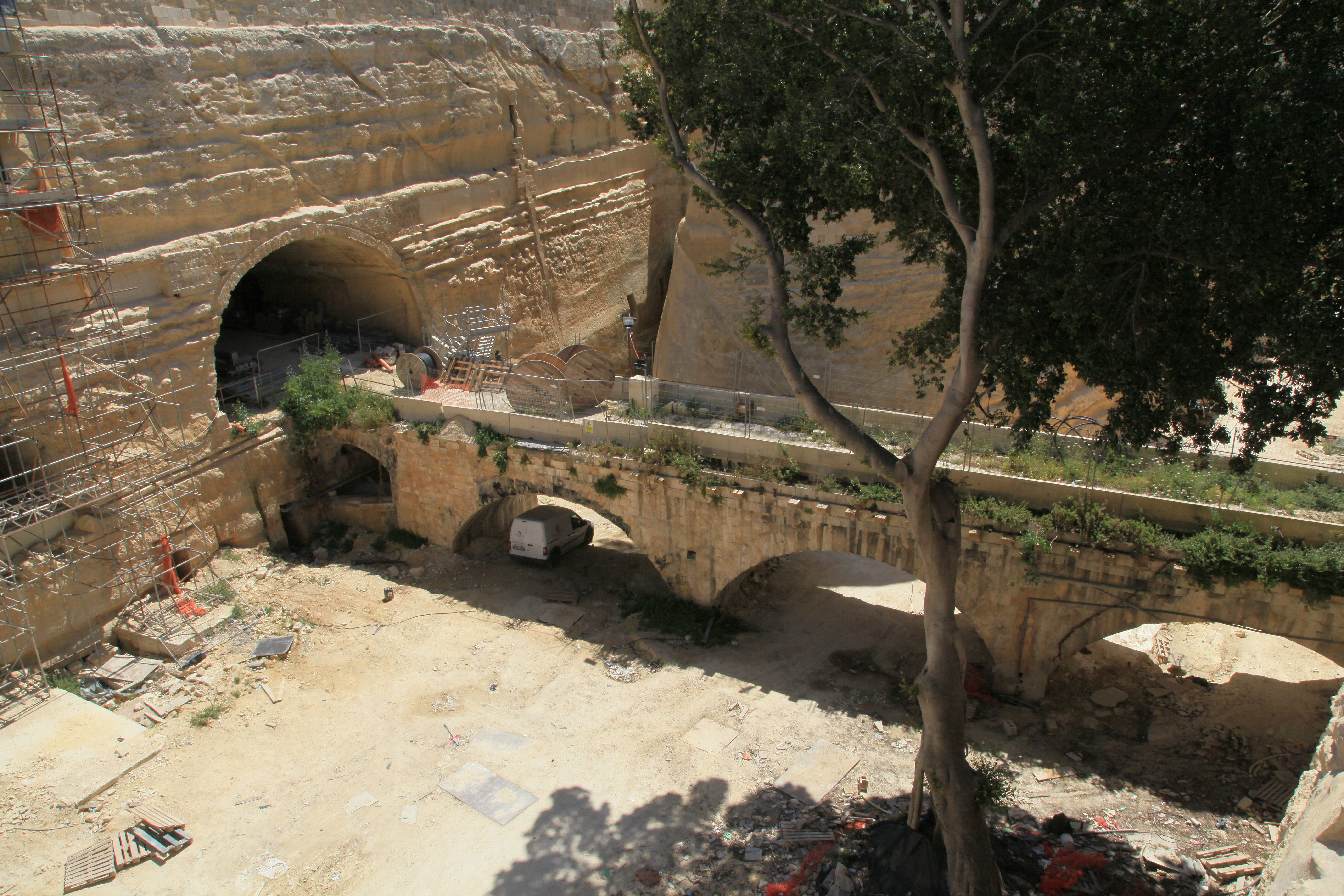
Túnel y puente ferroviario, La Valeta.
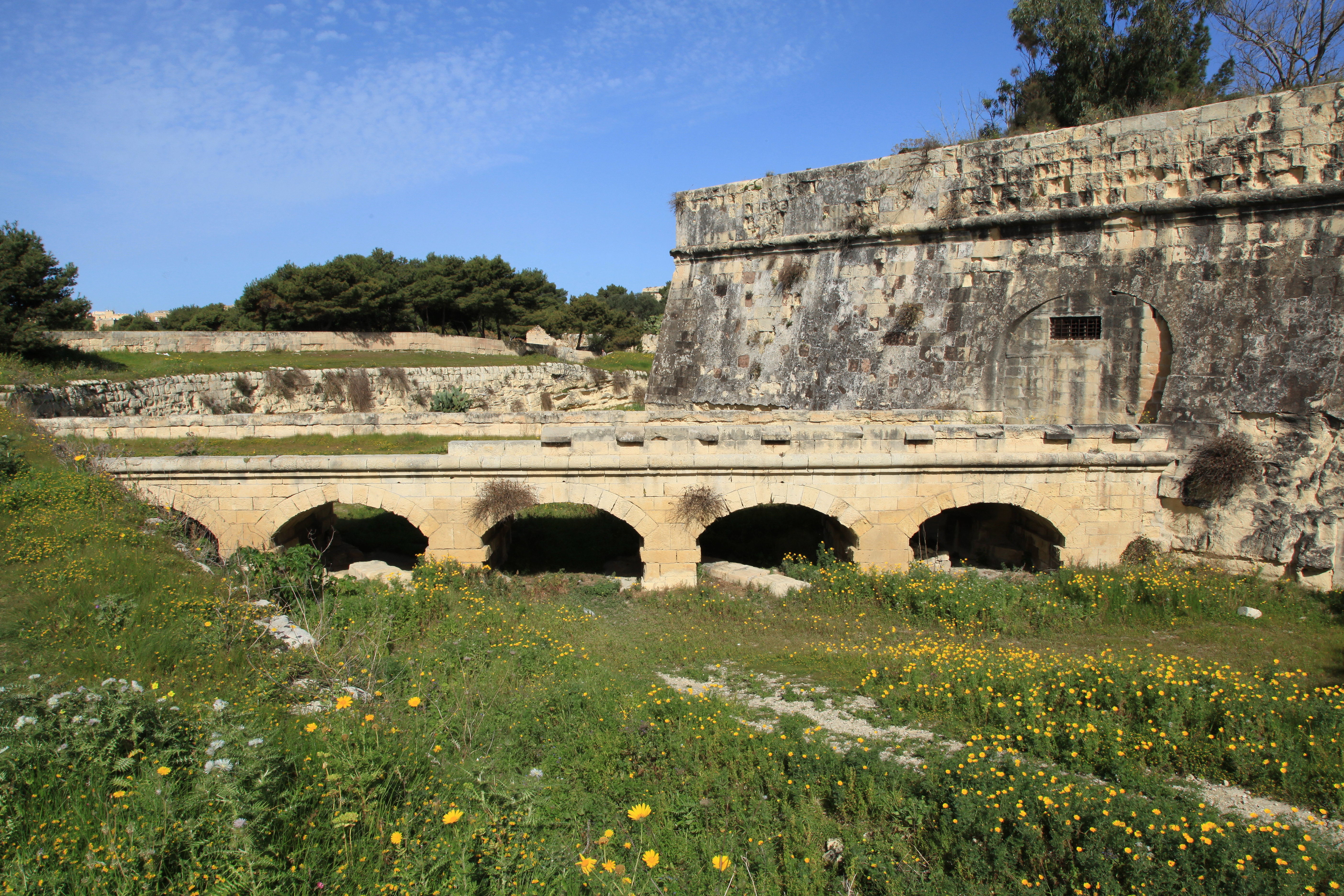
Puente ferroviario cerca del Bastión de San Felipe, Floriana.
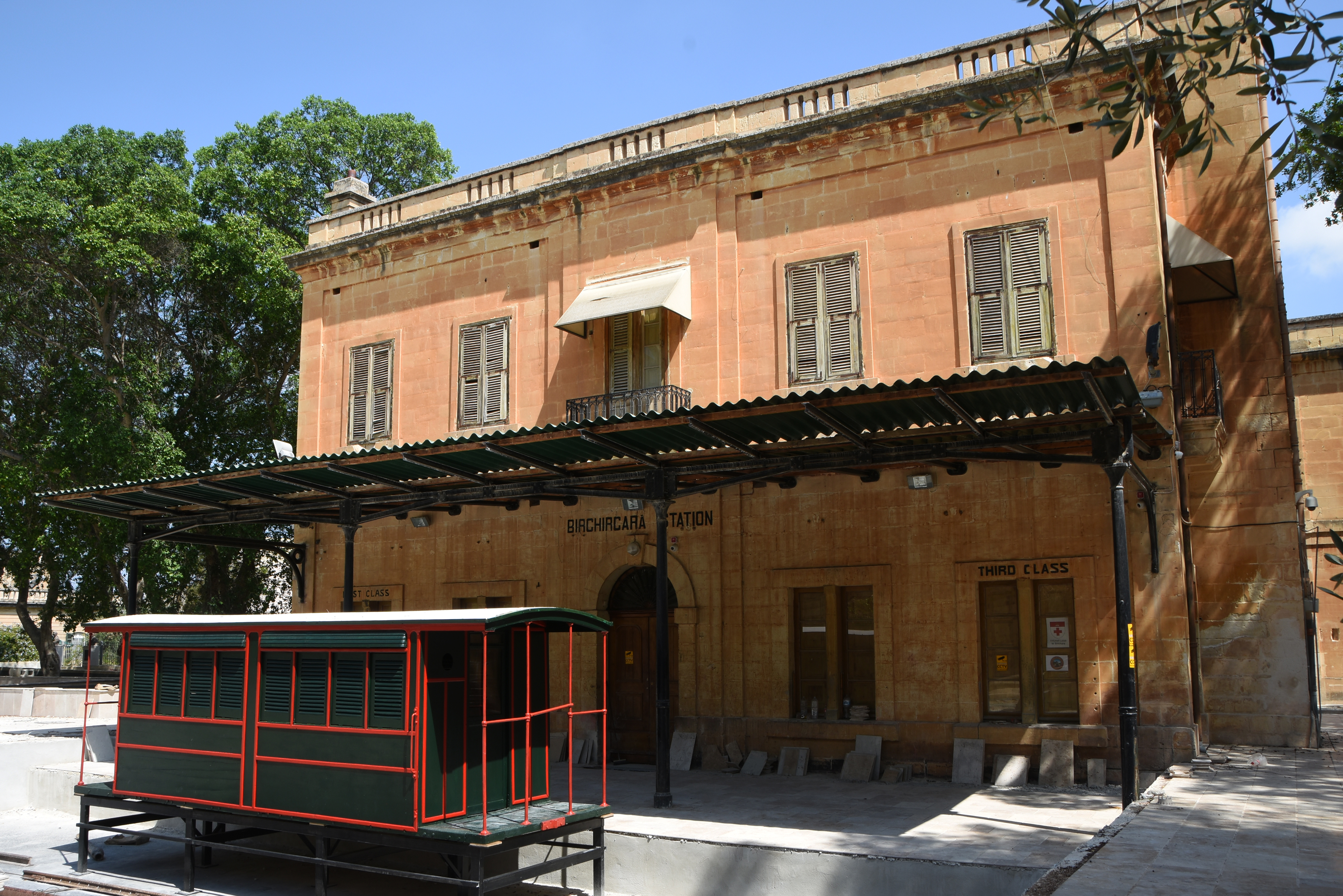
Estación en Birkirkara.
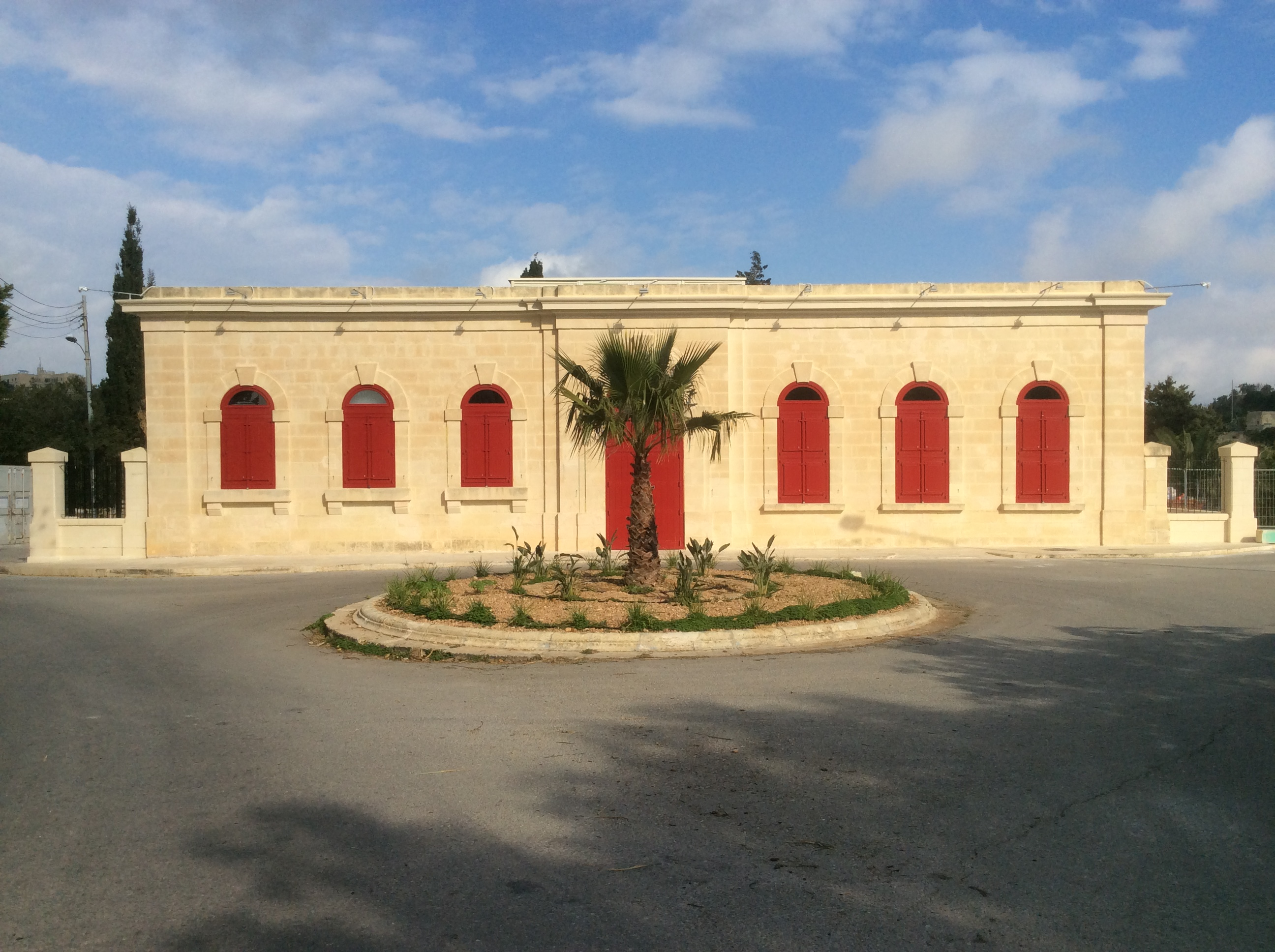
Estación del Museo, Mdina.
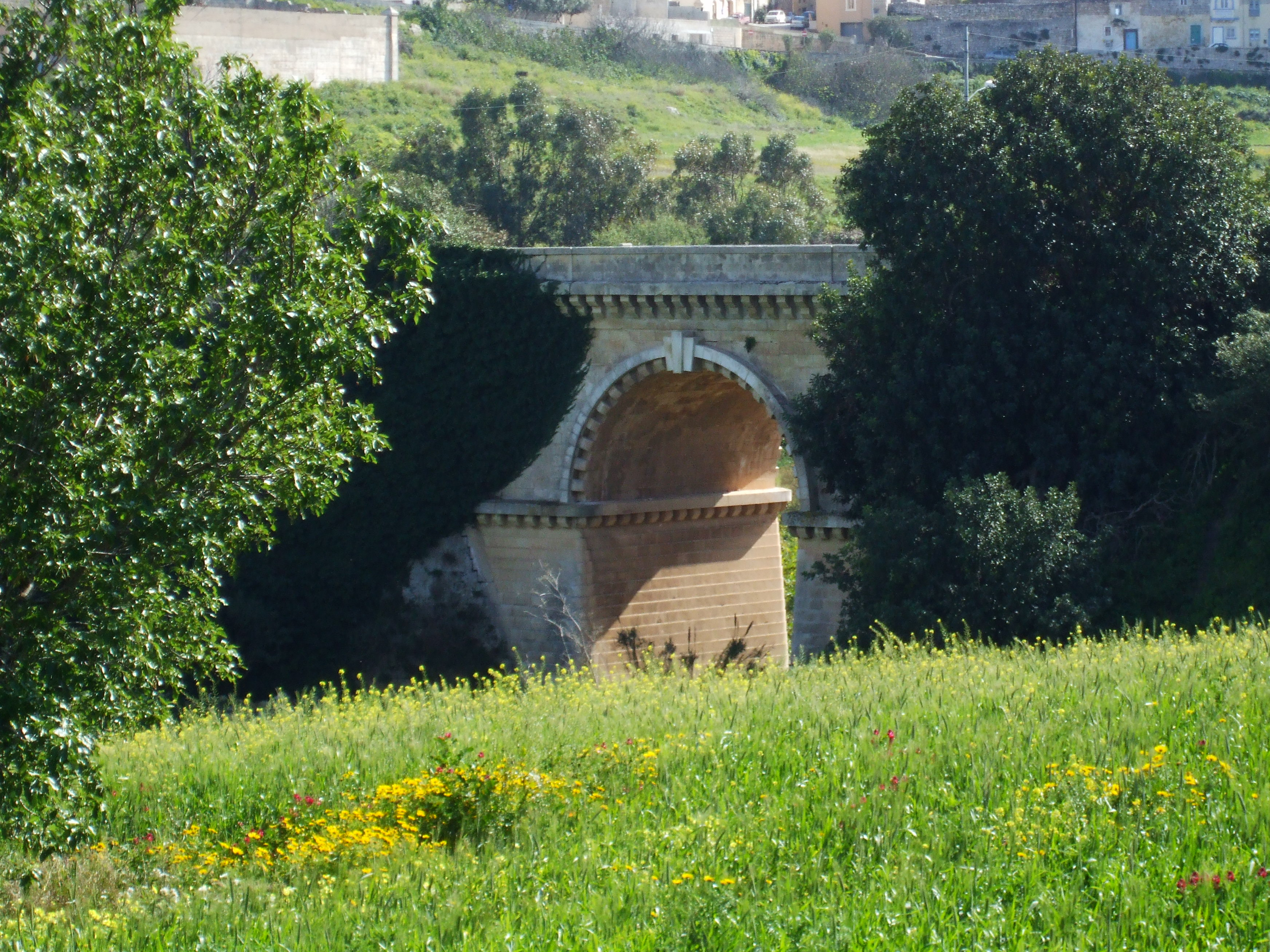
Puente ferroviario cerca de la estación del Museo.

### Posibilidad de un nuevo ferrocarril
En mayo de 2015, el ministro de Transportes, Joe Mizzi, afirmó que el Gobierno está estudiando la introducción de un sistema ferroviario de superficie para reducir la congestión del tráfico.